# Dominik od Różańca
Dominik od Różańca (Jan Nagata Magoshichiro) (ur. prawdopodobnie w 1601 w Ōmuri w Japonii; zm. 10 września 1622 na wzgórzu Nishizaka w Nagasaki) – błogosławiony Kościoła katolickiego, japoński dominikanin, męczennik.

## Życiorys
Jan Nagata Magoshichiro od młodości był na służbie u dominikańskich misjonarzy w Nagasaki. Po wygnaniu dominikanów z Nagasaki w październiku 1614 r. towarzyszył im w miejscach do których się udali.
Został aresztowany w nocy 13 grudnia 1618 razem z misjonarzami Janem Martínez Cid i Aniołem Orsucci. Gubernator, litując się nad nim z powodu jego młodego wieku, chciał go ocalić i namawiał go do zeznania, że dwójkę zakonników znał tylko jako hiszpańskich kupców, ale nic nie wiedział o ich działalności misyjnej. On jednak odmówił, a co więcej stwierdził, że pomagał księżom w działalności misyjnej. Wysłano go więc do więzienia w Suzuta. Będąc w więzieniu został przyjęty do zgromadzenia dominikańskiego i otrzymał imię Dominik od Różańca. W dniu 22 września 1622 r. został zabrany na wzgórze Nishizaka w Nagasaki, na którym tego dnia spalono żywcem wielu chrześcijan. Natomiast Dominik od Różańca i Tomasz od Różańca zostali straceni przez ścięcie.
Został beatyfikowany przez Piusa IX 7 lipca 1867 r. w grupie 205 męczenników japońskich.
Dniem jego wspomnienia jest 10 września (w grupie 205 męczenników japońskich).